# Jüdische Schauspielervereinigung (New York City)
Die Hebrew Actors’ Union (abgekürzt HAU, deutsch Jüdische Schauspielervereinigung) war eine Vereinigung von jüdischen bzw. jiddischen Bühnenkünstlern und als Gewerkschaftsorganisation für Künstler die erste ihrer Art in Amerika.
Sie wurde 1899 gegründet und war in den folgenden Jahrzehnten die Vereinigung, in der die meisten der berühmten jiddischen Bühnenkünstler organisiert waren. Während ihres Bestehens machte sie sich für angemessene Bezahlung und annehmbare Arbeitsbedingungen stark.
2002 starb im Alter von 94 Jahren ihr letzter Präsident, der Sänger und Bühnenkünstler Seymour Rexite. Im Oktober 2005 wurde die Hebrew Actors' Union von der Dachgewerkschaft Associated Actors and Artistes of America wegen ihrer geringen Mitgliederzahl und unklarer Leitung als Vereinigung für aufgelöst erklärt.
Der Nachlass der Hebrew Actors’ Union wurde 2006 dem Yidisher visnshaftlekher institut (YIVO) vermacht, der  damit die weltweit größte Sammlung von Gegenständen des jiddischen Theaters besitzt.